# Целебесская мухоловка
Целебесская мухоловка (Ficedula bonthaina) — вид птиц из семейства мухоловковых.

## Таксономия
Ранее нередко считались конспецифичными с Ficedula crypta и Ficedula disposita. Подвидов не выделяют.

## Распространение
Эндемики индонезийского острова Сулавеси. Естественной средой обитания являются субтропические или тропические горные леса.

## Описание
Длина тела 10—11 см. Маленькие, тусклые, от оливково-коричневого до каштанового цвета мухоловки. У самцов имеются оранжевые пятна.

## Биология
Рацион недостаточно изучен, но включает мелких беспозвоночных.

## Охранный статус
МСОП присвоил виду охранный статус EN. С 1930-х годов по 1995 представителей вида не наблюдали.